# Вільгельм Гейнзе
Йоганн Якоб Вільгельм Гейнзе (нім. Johann Jakob Wilhelm Heinse; 16 лютого 1746, Лангевізен, Тюрингія — 22 червня 1803, Ашаффенбург) — німецький поет і письменник епохи «Бурі і натиску».

## Біографія і творчість
Відомий романами «Ардінгелло, або Щасливі острови» (нім. Ardinghello, oder die glückseligen Inseln, 1787), в якому він викладає свої соціальні ідеали («емансипація плоті», царство свободи, краси і нічим не обмежений радісною чуттєвістю в стилі давніх греків) і погляди на мистецтво. Роман «Гільдегард фон Гоенталь» (Hildegard von Hohenthal, 1796, в 2 томах) містить історично цінні відомості про музику його часу (особливо про італійську оперу). Обидва романи є цінним матеріалом для розуміння естетики епохи. Інші твори Гейнза: «Sinngedichte» (1771) і переклади — «Begebenheiten des Enkolp, aus dem Satyrikon des Petron übersetzt» (Пригоди Енкольпа, переклад з «Сатирикону» Петронія, 1773, 2 тт.), «Laidion, oder die Eleusinischen Geheimnisse» (Лайдіон або Елевзінскіе таїнства, 1774), «Anastasia und das Schachspiel» (Анастазія і гра в шахи, 1803, 2 тт.) та ін.
Хоча Гейнзе багато в чому стикався з письменниками рококо, він залишився чужий їхній витонченій галантності, химерності, їх любові до всякого роду умовностей, поетичних формул. Його твори характеризуються великою кількістю матеріального (в стилі бароко), до всього повнокровного, до яскравих фарб, в утвердженні нестримної радості буття.
«Молода Німеччина» пробудила пам'ять про Гейнза, і в 1838 році було видано зібрання його творів (10 тт.). Видано також — «Briefwechsel zwischen Gleim und Heinse» (1894—1895, 2 тт.).